# Sankoutang (sockenhuvudort i Kina, Yunnan Sheng, lat 27,91, long 104,95)
Sankoutang är en sockenhuvudort i Kina. Den ligger i provinsen Yunnan, i den sydvästra delen av landet, omkring 390 kilometer nordost om provinshuvudstaden Kunming. Antalet invånare är 28 888. Befolkningen består av 13 820 kvinnor och 15 068 män. Barn under 15 år utgör 27,0 %, vuxna 15-64 år 64 %, och äldre över 65 år 7,0 %.
Runt Sankoutang är det ganska tätbefolkat, med 222 invånare per kvadratkilometer. Närmaste större samhälle är Zhongba, 10,0 km nordost om Sankoutang. I omgivningarna runt Sankoutang växer i huvudsak blandskog.
Genomsnittlig årsnederbörd är 1 177 millimeter. Den regnigaste månaden är juli, med i genomsnitt 222 mm nederbörd, och den torraste är december, med 20 mm nederbörd.